# Далмация
Вижте пояснителната страница за други значения на Далмация.
 Тази статия е за историко-географската област.  За римската провинция Далмация вижте Далмация (римска провинция).  
Далмация (на хърватски: Dalmacija) е историко-географска област на източното крайбрежие на Адриатическо море в днешна Хърватия, разположена между остров Раб на северозапад и залива на Котор (Бока Которска) на югоизток.

## География
Далматинското крайбрежие е силно разчленено с множество заливи и носове, които удължават 700-километровата брегова ивица почти двойно. Броят на островите в акваторията й достига около 1200, някои от тях - с незначителни размери. Големите острови са Дуги оток, Углян, Пашман, Брач, Хвар, Корчула, Вис, Ластово и Млет.
Големи планини в Далмация са Динара, Мосор, Свилая, Биоково, Мосеч и Козяк. Реки – Зърманя, Кърка, Цетина и Неретва. На северозапад от Далмация, по адриатическото крайбрежие, се простират т.нар. Хърватско приморие и планинският масив Велебит. Северозападно от от областта се намира Лика, а северно от Загора е Херцеговина. На югоизток от Которския залив се намира Черногорското Адриатическо крайбрежие. Поради морското течение и въздушните потоци, морската вода на Адриатика е много по-чиста и топла откъм хърватската страна, в сравнение с тази откъм италианската.

## Административно деление
Далмация е разделена между четири съвременни хърватски жупании, чиито главни градове са Задар, Шибеник, Сплит и Дубровник. Други големи градове са Биоград на Мору, Кащела, Син, Солин, Омиш, Книн, Меткович, Макарска, Трогир, Плоче, Трил и Имотски.

## Икономика
В Далмация добре развито е субтропичното земеделие. Отглеждат се цитрусови плодови дървета, маслини, лозя. Лозарството е било препитаващ поминък на населението в Далмация. Риболовът също е стопански отрасъл с дълголетни традиции.

## Галерия
- Народни търг (Пяца) в Сплит
- Шибеник
- Панорамен изглед над Задар
- Римски форум в Задар
- Лято по улиците на Капан
- Панорамен изглед над Хвар
- Църква "Свети Спиридон" в Скрадин